# Wilshire/La Cienega (métro de Los Angeles)
 (2025).
Wilshire/La Cienega est une station du métro de Los Angeles actuellement en construction et dont l'ouverture est prévue en 2025.
Elle sera desservie par les rames de la ligne D.

## Situation sur le réseau
Wilshire/La Cienega fera partie des trois stations supplémentaires de la ligne D.

## Histoire
Wilshire/La Cienega serait mise en service en 2025, lors de la première phase d'extension de la ligne D.

## Service des voyageurs

### Desserte
Wilshire/La Cienega sera desservie par les rames de la ligne D du métro,.